# クリスチーナ・コバラゼ
クリスチーナ・コバラゼ（Kristina Kobaladze、1981年11月10日 - ）は、ウクライナハルキウ出身の女性フィギュアスケートアイスダンス選手。1999年JGPファイナル3位。パートナーはオレグ・ボイコ。

## 経歴
ハルキウに生まれ、3歳のころにスケートを始めた。のちにオレグ・ボイコとカップルを結成、1996-1997年シーズンの世界ジュニア選手権に初出場し15位となる。翌1997-1998年シーズンには創設されたばかりのISUジュニアグランプリ（当時の名称はISUジュニアシリーズ）に参戦した。
1998-1999年シーズンにはJGPウクライナ記念でISUジュニアグランプリ初優勝を飾り、シニアクラスのウクライナ選手権では2位となり欧州選手権代表に選出されるまでになる。1999-2000年シーズンにはJGPファイナルで3位となり、ウクライナ選手権では優勝を飾ったが、2000年世界ジュニア選手権では5位入賞に留まった。シーズン終了後にカップルは解散。

## 主な戦績
| 大会/年                       | 1996-97 | 1997-98 | 1998-99 | 1999-00 |
| ----------------------------- | ------- | ------- | ------- | ------- |
| 欧州選手権                    |         |         | 21      | 18      |
| ウクライナ選手権              |         |         | 2       | 1       |
| 世界Jr.選手権                 | 15      | 9       | 4       | 5       |
| JGPファイナル                 |         |         | 5       | 3       |
| JGPサルコウ杯                 |         |         |         | 2       |
| JGPチェコスケート             |         |         |         | 1       |
| JGPSNPバンスカー              |         |         | 2       |         |
| JGPブラオエン・シュベルター杯 |         | 7       |         |         |
| JGPウクライナ記念             |         | 3       | 1       |         |